# Polycentropus denningi
Polycentropus denningi là một loài Trichoptera trong họ Polycentropodidae. Chúng phân bố ở miền Tân bắc.